# Анастасие Фоту
Анастасие Фоту (на румънски: Anastasie Fotu) е румънски, духовник, преводач и арумънски активист.

## Биография
Анастасие Фоту е роден в 1923 година в керванджийско семейство във влашко (арумънско) семейство във воденското село Патичино, Гърция. Учи в румънско училище в Патичино, но в 1932 година семейството му емигрира в Румъния и се установява в Южна Добруджа. Завършва училище в Среден Базаурт (Базаурт де Мижлок). Учи в учителската семинария в манастира Балачи. След Крайовската спогодба от 1940 година, когато Южна Добруджа е върната на България, семейството му се изселва в Балачи, а по-късно в севернодобруджанското бивше българско село Саръюрт (Михай Витязу). Фоту работи като учител в съседното Потур (Пандуру). Записва се за две години в Консерваторията в Букурещ, но прекъсва поради войната.
След войната Фоту се включва в антикомунистическата съпротива. В 1957 година е арестуван и обикаля затворите в Кюстенджа, Жилава, Аюд, Малмайсон. Освободен в 1964 година става за кратко учител в Гръцката църква в Кюстенджа, а от 1969 до 1993 година е учител в църквата „Свети Архангели Михаил и Гавраил“ (Военния параклис) в Кюстенджа.
През 1993 г. е ръкоположен за свещеник в манастир Куртя, Арджеш от епископ Калиник Арджешки. Заминава като румънски свещеник в Корча, Албания, където служи заедно с друг арумънин Димитраки Верига. Фоту превежда на арумънски език редица религиозни книги, за да може религиозните служби да са на майчин език. Умира на 27 май 1996 г.